# Еквивалентна доза йонизиращо лъчение
Екевивалентната доза е радиационната доза H, представяща стохастичното въздействие върху човешкото здраве на малки стойности йонизираща радиация, попаднала върху тялото и по-специално вероятността от предизвикване на радиационни ракови заболявания и увреждания на гените. Тя се получава от погълнатата енергия, но също така зависи от типа радиация и нейната енергия. В системата SI тази величина се измерва в сиверти (Sv).

## Приложения
За да можем да оценим стохастичния риск за здравето са необходими изчисления, които да превърнат физическата величина на погълнатата доза в еквивалентна доза и техните детайли зависят от типа радиация. За нуждите на радиационната защита и дозиметричната оценка, Международната комисия за радиологична защита (ICRP) и Международната комисия за радиационни единици и измервания (ICRU) публикуват препоръки и данни за начина на изчисляване на еквивалентната доза от погълнатата доза.

## Изчисление
Еквивалентната доза HT се определя от средната погълната доза в даден орган или тъкан T, умножена по тегловния фактор WR, който зависи от вида и енергията на радиацията R.
Радиационният тегловен фактор представлява относителната биологична ефективност за съответната радиация. Той определя каква доза да се има предвид при определянето на различните биологични въздействия и различни видове радиация. ICRP определя тегловните фактори на видовете радиация на базата на тяхната относителна биологична ефективност, представена в съответна сравнителна таблица.
Изчисляването на еквивалентната доза от абсорбираната:
{\displaystyle H_{T}=\sum _{R}W_{R}\cdot D_{T,R}},
където:
HT е еквивалентната доза в сиверти (Sv), погълната от тъканта T
DT,R е погълнатата доза в грей (Gy) от тъканта T чрез радиация тип R
WR е радиационният тегловен фактор, определен от регулатора
Така например погълната доза от един Gy чрез алфа частици води до еквивалентна доза 20 Sv, докато същата погълната доза гама лъчи има тегловен фактор 1.
За да се получи еквивалентната доза на смес от различни видове радиация, трябва да се сумират съответните дози от всички видове радиация и да се вземе под внимание комбинацията от различни биологични ефекти от съответните различни типове радиация.
| Радиация                                                  | Енергия        | WR (по-рано Q)               |
| --------------------------------------------------------- | -------------- | ---------------------------- |
| рентгенови лъчи, гама лъчи, бета частици, мюони           |                | 1                            |
| неутрони                                                  | < 1 MeV        | 2.5 + 18.2·e−[ln(E)]²/6      |
| неутрони                                                  | 1 MeV – 50 MeV | 5.0 + 17.0·e−[ln(2·E)]²/6    |
| неутрони                                                  | > 50 MeV       | 2.5 + 3.25·e−[ln(0.04·E)]²/6 |
| протони, заредени пиони                                   |                | 2                            |
| алфа частици, продукти на ядрен разпад, тежки атомни ядра |                | 20                           |